# Буковица (Лакташи)
Буковица — населенный пункт в общине Лакташи, которая принадлежит энтитету Республике Сербской, Босния и Герцеговина. По результатам югославской переписи населения 1991 года в Буковице проживало 558 человек.

## Население
| 1961                           | 1971 | 1981 | 1991 | - | - | - |
| ------------------------------ | ---- | ---- | ---- | - | - | - |
| 692                            | 660  | 623  | 558  | - | - | - |
| Гистограмма динамики населения |      |      |      |   |   |   |

### Национальный состав
1971 год:
- Сербы — 3
- Хорваты — 621
- Югославы — 3
- Другие — 33

1981 год:
- Сербы — 4
- Хорваты — 568
- Югославы — 23
- Другие — 28

1991 год:
- Сербы — 12
- Хорваты — 491
- Югославы — 7
- Другие — 48